# Baverans
Baverans település Franciaországban, Jura megyében. Lakosainak száma 498 fő (2022. január 1.). Baverans Brevans, Falletans és Rochefort-sur-Nenon községekkel határos.

## Népesség
A település népességének változása:
| Lakosok száma | 220  | 294  | 319  | 382  | 492  | 499  | 500  | 492  | 492  | 498  |
|               | 1968 | 1982 | 1990 | 2006 | 2013 | 2015 | 2017 | 2019 | 2020 | 2022 |